# 석실갈초
석실갈초(石室碣草)은 대한민국 대전광역시 대덕구 중리동에 있는 조선시대의 책이다. 2018년 5월 14일 대전광역시의 문화재자료 제63호로 지정되었다.

## 지정 사유
『석실갈초』는 청음 김상헌 사후에 그의 묘갈(墓碣)에 새길 원고로 여겨지는 자료로 우암 송시열이 글을 짓고, 동춘당 송준길이 글씨를 쓴 자료이다.
『석실갈초』에 수록된‘김상헌 묘갈’은 송자대전에도 수록되어 있는데, 『석실갈초』에 수록된 일부 내용은 송자대전에는 수록되지 않아, 송자대전 간행 시 교정과 교열 과정에서 이루어진 산삭(刪削)의 실태를 알 수 있다.
이와 같이『석실갈초』는 동춘당 송준길의 정갈한 해서(楷書) 친필인 점, 송자대전 간행 시 교정‧교열 내용을 알 수 있는 점을 통해 17세기 인물사와 서예사 연구에 가치가 있는 귀중한 자료로 인정받아 대전광역시 문화재자료로 지정하여 보존하고자 한다.

## 같이 보기
- 김상헌

## 참고 문헌
- 석실갈초 - 국가유산청 국가유산포털